# François Linke
Pour les articles homonymes, voir Linke.
François Linke est un ébéniste français d'origine tchèque (né en 1855 à Pankraz en Bohême, et mort à Paris en 1946).

## Biographie
Il commence son apprentissage en Bohême à l'âge de 13 ans et travaillera à Prague, Vienne et Budapest avant de rejoindre Paris en 1875. Il attendra 1881 pour créer son propre atelier au 170 rue du Faubourg Saint Antoine. 
Reprenant les styles du XVIIIe siècle, il les adapte au gout du jour et produit des meubles de qualité qui contribuent au développement de son activité. L’emploi de chutes aux dauphins, la qualité de son dessin et de ses ciselures sont caractéristiques de sa production, qui à ce titre est proche de celle de Gervais Durand.
La médaille d'or du Jury reçue en 1900 pendant l'Exposition Universelle de Paris pour son grand bureau et son fauteuil exécuté avec Léon Messagé, assoit définitivement la réputation de Linke. Il continuera à courir les grandes expositions mondiales de ce début de siècle.
À ses références au styles Régence et Rococo, les meubles qu'il produit utilisent les formes et la fluidité de l'Art nouveau.
Il ouvrira un magasin Place Vendôme et connaît un succès grandissant jusqu'à la Seconde Guerre mondiale.

## Référence
- The Belle Epoque of French Furniture de Christopher Payne, chez Antique Collectors' Club, 2003